# Tettilobus
Tettilobus is een geslacht van rechtvleugeligen uit de familie doornsprinkhanen (Tetrigidae). De wetenschappelijke naam van dit geslacht is voor het eerst geldig gepubliceerd in 1909 door Hancock.

## Soorten
Het geslacht Tettilobus omvat de volgende soorten:
- Tettilobus gorochovi Podgornaya, 1992
- Tettilobus pelops Walker, 1871
- Tettilobus prashadi Günther, 1938